# Cymbidium erythraeum
Espèce
Cymbidium erythraeum est une espèce d'orchidées du genre Cymbidium originaire d'Asie.